# Giuseppe Gagliardi (calciatore)
Giuseppe Gagliardi (Pioraco, 6 settembre 1935) è un ex calciatore italiano, di ruolo attaccante.

## Carriera
Cresciuto nella Lazio, ha disputato una stagione in prestito alla Virtus Spoleto (in Promozione, il massimo livello regionale dell'epoca), una con le riserve della Lazio, una al Foligno (18 presenze e 5 reti in IV Serie), una (senza nessuna presenza in campionato) nel Lanerossi Vicenza in Serie A ed una stagione a Forlì, con cui ha esordito a livello professionistico nella stagione 1958-1959; nella stagione 1959-1960 ha segnato 9 gol in 29 presenze in Serie B con il Monza, risultando essere il miglior marcatore stagionale dei brianzoli. L'anno seguente è passato al Cagliari, con cui ha giocato 12 partite in Serie C; l'anno successivo ha contribuito alla promozione in Serie B dei sardi con 6 reti in 34 presenze, mentre nella stagione 1962-1963 ha giocato 27 partite in Serie B, senza mai segnare. In seguito ha giocato per una stagione in Serie C con il Pisa, con cui ha giocato 9 partite senza mai segnare in terza serie.
In carriera ha giocato complessivamente 56 partite in Serie B, con 9 gol segnati.

## Palmarès
- Campionato italiano Serie C: 1

Cagliari: 1961-1962 (girone B)